# Amphinemura okinawaensis
Amphinemura okinawaensis är en bäcksländeart som beskrevs av Kawai 1968. Amphinemura okinawaensis ingår i släktet Amphinemura och familjen kryssbäcksländor. Inga underarter finns listade i Catalogue of Life.